# 욕창 (영화)
《욕창》은 2020년에 개봉한 대한민국의 영화이다.

## 캐스팅
- 김종구 : 강창식 역
- 강애심 : 유수옥 역
- 전국향 : 나길순 역
- 김도영 : 강지수 역
- 김재록 : 강문수 역
- 권미아 : 이지영 역
- 이재인 : 박우재 역
- 김주아 : 박미라 역
- 유용우 : 지석 역
- 강말금 : 방문간호사 역

## 같이 보기
- 2020년 대한민국의 영화 목록